# Turzovka
Turzovka é uma cidade da Eslováquia, situada no distrito de Čadca, na região de Žilina. Tem 34,91 km² de área e sua população em 2018 foi estimada em 7.565 habitantes.

## Demografia
| Ano:        | 1994 | 2004   | 2014   | 2024    |
| ----------- | ---- | ------ | ------ | ------- |
| Broj ljudi: | 7611 | 7792   | 7660   | 6853    |
| Razlika:    |      | +2,37% | -1,69% | -10,53% |

| Ano:               | 2023 | 2024   |
| ------------------ | ---- | ------ |
| Número de pessoas: | 6936 | 6853   |
| Diferença:         |      | -1,19% |